# Victor Dancette
Victor Dancette (Tourcoing, 9 juin 1900 - Le Vésinet, 3 juin 1975) est le fondateur et directeur entre 1937 et 1967 de la maison d'édition Générale Publicité.

## Biographie
Il a notamment fondé la collection jeunesse la Bibliothèque Rouge et Or.
Il est également auteur d'ouvrages pour la jeunesse et scénariste de bandes dessinées. Il est l'auteur de la bande dessinée La bête est morte !, satire animalière de la Seconde Guerre mondiale,, publiée en 1944 et dessinée par Calvo. Le premier volume a été co-écrit avec Jacques Zimmermann.